# José Joaquín Landerer
José Joaquín Landerer, född 1841 i Valencia, död 1922 i Tortosa, var en spansk astronom, geolog och paleontolog.
Landerer, som var övertygad romersk katolik, var självlärd och kreationist, motståndare till darwinismen. Han studerade Jupiters månar, påvisade frånvaron av atmosfär kring månen och beräknade olika förmörkelser. Landerer tilldelades Jules Janssens pris 1901, tillsammans med Thomas David Anderson och Henri Chrétien. Han författade bland annat Monografía paleontológica del piso áptico de Tortosa, Chert y Benifazá (1872), Explicación del cuadro sinóptico de los terrenos primitivos (1873), El piso Tenéncico o Urgo-Áptico y su fauna (1874), La región oriental de España en la época miocena (1877), Principios de Geología y Paleontología (1878), Ensayo de una descripción del piso Tenéncico (1878), Estudio geológico de la región comprendida entre Tortosa y Castellón (1920), Sur origine des pierres tombees du ciel, Las revoluciones del globo lunar, Estudios sobre el sistema de los satélites de Júpiter och ¿Vivimos en la época cretácea?.